# Satoko Okudera
Satoko Okudera (奥寺 佐渡子, Okudera Satoko) (Iwate, 16 februari 1966) is een Japanse scenarioschrijver. Ze staat bekend om haar scripts voor zowel live-action als anime. Haar scenario voor Ghost Stories uit 1995 was genomineerd voor de Japan Academy Prize voor het Beste Scenario. Ze is momenteel het meest bekend door haar vele samenwerkingen met de anime regisseur Mamoru Hosoda.

## Biografie
Als afgestudeerde van de afdeling Literatuur aan de Universiteit van Tokai in Tokio, dacht Okudera in het begin niet aan een carrière als scenarioschrijver. In plaats daarvan werkte ze voor een grote oliemaatschappij tot 1991, waarna ze ontslag nam en verderging als voltijd schrijver. Na meer dan tien jaar gewerkt te hebben voor live-action film en televisie, kreeg Okudera het aanbod voor haar eerste animatie project: het aanpassen van de roman Toki o Kakeru Shōjo van Yasutaka Tsutsui voor regisseur Mamoru Hosoda. De film die daaruit voortkwam, The Girl Who Leapt Through Time, werd wereldwijd bekend en gaf haar internationale erkenning bij de release in 2006. Okudera werkte weer samen met Hosoda in 2009 voor de film Summer Wars. Op het Anime Festival Asia in Singapore van 2009 maakte Hosoda bekend dat Okudera het scenario voor zijn volgende project 'Okami kodomo no ame to yuki' zal schrijven.

## Prijzen
- 1993 - Ohikkoshi - winnaar van de Mainichi Film Concours Screenwriting Award[1]
- 1995 - Gakkō no Kaidan - genomineerd voor de Japan Academy Prize voor het Beste Scenario[3]
- 2006 - The Girl Who Leapt Through Time - winnaar van de Tokyo Anime Award voor Beste Scenario[4]
- 2007 - Shaberedomo shaberedomo en Kaidan - winnaar van het Beste Scenario op het Yokohama Film Festival[5]
- 2009 - Summer Wars - winnaar van de Tokyo Anime Award voor Beste Scenario[6]

## Werk (scenario's)
- 1993 - Ohikkoshi
- 1994 - Yoi ko to asobô
- 1995 - Gakkō no Kaidan
- 1996 - Gakkō no Kaidan 2
- 1999 - Gakkō no Kaidan 4
- 2001 - Konsento
- 2003 - Makai Tenshō
- 2003 - Hana
- 2004 - OLDK.
- 2006 - Tenshi
- 2006 - The Girl Who Leapt Through Time
- 2007 - Kaidan
- 2007 - Miyori no Mori
- 2007 - Shaberedomo shaberedomo
- 2009 - Summer Wars
- 2010 - Permanent Nobara
- 2011 - Toaru Hikūshi e no Tsuioku
- 2011 - Youkame no semi
- 2011 - Keibetsu
- 2012? - Okami kodomo no ame to yuki (in productie)